# 広島県運転免許センター

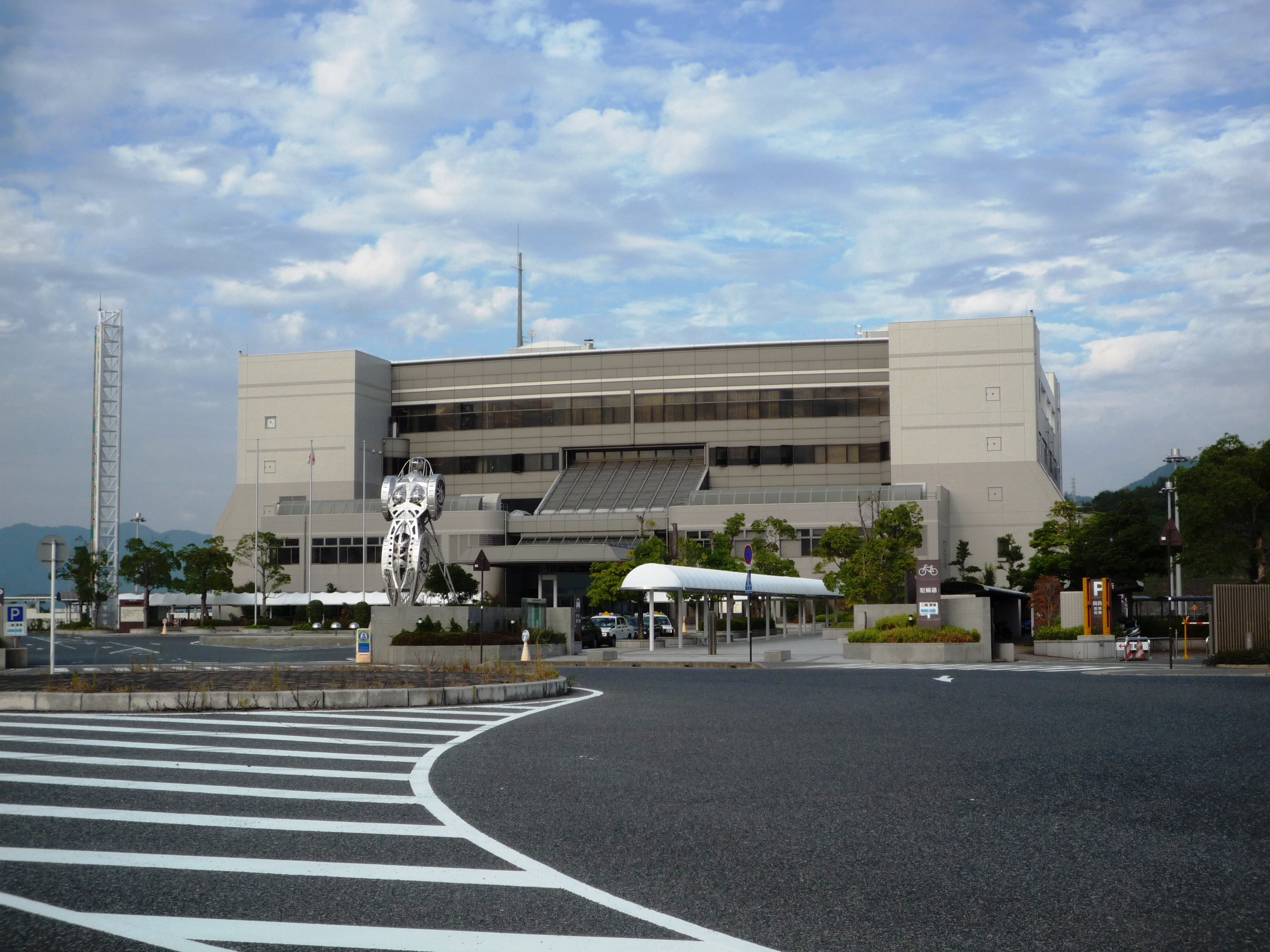
広島県運転免許センター

広島県運転免許センター（ひろしまけんうんてんめんきょセンター）は、広島市佐伯区石内南にある、広島県警察が管理する運転免許試験場。

## 所在地
広島県広島市佐伯区石内南3丁目1-1

## 概要
元々、広島県警察の運転免許センターは中区基町にあったが、1965年建設で施設の老朽化が進んだことや、駐車スペース、業務量の増加などの問題に加え、実技試験を行える運転免許試験場は7km以上離れた西区観音新町（現在のマリーナホップそば）にあって利便性に問題があったことから、これらを当時整備中であった西風新都エリアに移転統合したものである。鹿島建設が整備を手がけ、1998年6月に竣工、同年10月1日に開所した。
総面積約25万平方メートルと広大な敷地に5階建ての庁舎が立地し、約800台収容可能の駐車場を併設。試験コースは、外周オール片側3車線の四輪試験コースと二輪試験コースが完全に分かれている。この他に各種訓練コースがあり、原付講習コースや特殊条件下での運転体験コースなどを有する。
本センターの大きな特色として、高速道路体験コースの存在が挙げられる。全長2.4km、直線1kmの片側2車線周回コースとなっており、実際の高速道路と同様に料金所、トンネル等が存在し、トンネル出口には降雨装置が設けられるなど、全国初の本格的な訓練コースといえる。出入口は「(1)免許センターIC」、トンネルは「もみじトンネル」という名称が与えられている。最高速度は80km/h,コース両端のカーブでは高速車50km/h,低速車30km/hに速度が制限される。停止処分者講習や取消処分者講習などの実車指導や、各警察署主催の安全運転講習会で用いられる他、中国・四国の高速道路交通警察隊が、合同訓練などで使うこともあるという。

## 交通
広電バス、ボン・バス「免許センター」バス停下車。
- 61号線（広電バス） 広域公園前駅・横川駅・広島バスセンター方面 / ジアウトレット広島・そらの北方面
  - 平日朝の1便のみ中広町・紙屋町経由市役所前行き（60号線）として運行
- 1号線 五日市駅北口発着（広電バス） 岡の下・JR五日市駅北口方面 / 広島修道大学・市立大学方面（平日のみ） / ジアウトレット広島方面（土休日のみ） 1日3-4往復のみ
- 201,202号線 西風みなとライン（広電バス） ジアウトレット広島・アルパーク方面 社会実験運行路線 土休日のみ アルパークで広島港桟橋方面に乗り継ぎ可
- 17-53号 広電己斐団地線（ボン・バス） ジアウトレット広島・広電己斐団地・西広島駅・西区役所前・紙屋町・八丁堀方面 2-5往復のみ 免許センター休業日は運休
- 17-52号 五月が丘・ジアウトレット線（ボン・バス） 西広島駅発・ジアウトレット広島経由の2-3便のみ 免許センター休業日は運休

駐車場は約700台。